# Диоптра (Филипп Монотроп)

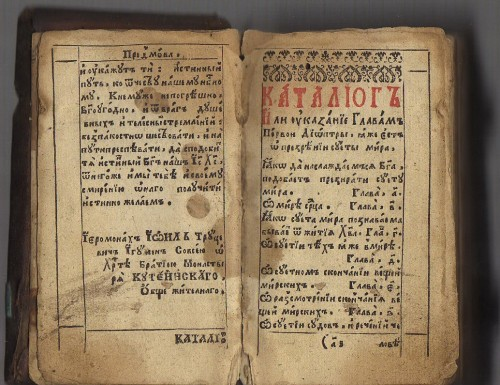
«Диоптра сиречь зерцало».
Тип. Кутеинского монастыря, 1654 год.

«Дио́птра»  или «Душезри́тельное зерца́ло» (др.-греч. «Διόπτρα» — зеркало) — сочинение византийского монаха XI века Филиппа Монотропа («Пустынника»).

## Содержание
Основу сочинения составляет разговор Души-госпожи и служанки-Плоти. В этом диалоге представлены различные сведения о человеке, которые были заимствованы из Св. Писания и святоотеческой литературы (в частности, из «Лествицы» Иоанна Синайского), а также у античных философов — Платона, Аристотеля, Плотина, Гиппократа, Галена. «Диоптра» воспроизводит идеи древнегреческой философии о том, что весь физический мир состоит из четырёх элементов (стихий). Мировоззренческие установки памятника вплотную подводят к христианско-неоплатонической концепции разорванно-единого бытия, в рамках которого постулируется единство материального и духовного. Текст снабжён предисловием христианского неоплатоника Михаила Пселла.

## Славянский перевод текста
Сочинение переведено на славянский язык около середины XIV столетия. Возможное место перевода — Афон или Болгария. При этом стихотворный греческий оригинал изложен в прозе. Древнейшие русские списки памятника относятся 1305 году (по данным В. В. Зеньковского). Общее число славянских и русских списков достигает 160.

## Публикация
- «Диоптра» Филиппа Монотропа: антропологическая энциклопедия православного Средневековья / Изд. подгот. Г. М. Прохоров, X. Миклас, А. Б. Бильдюг; Отв. ред. М. Н. Громов; Ин-т философии РАН; Ин-т русской литературы (Пушкинский Дом) РАН; Государственный исторический музей. — М.: Наука, 2008. — 736 с. — (Памятники религиозно-философской мысли Древней Руси). — ISBN 978-5-02-033771-8.
- Рукописи Диоптры на церковнославянском в открытом доступе на сайте Архивная копия от 4 марта 2016 на Wayback Machine РГБ
- Philippus Solitarius Dioptra 1604 Архивная копия от 21 июля 2015 на Wayback Machine
- PG 127 col. 880 Архивная копия от 22 июля 2015 на Wayback Machine